# Soldado de cuota
El denominado soldado de cuota fue una figura creada en España por la Ley de Reclutamiento y Reemplazo del Ejército de 1912, aprobada bajo la presidencia de José Canalejas  por la que se establecía una importante reducción en la duración del servicio en filas a cambio del pago de una cantidad de dinero: mil pesetas para reducirlo a diez meses, repartidos en tres períodos anuales de cuatro meses el primero y de tres los otros dos, y 2.000 pesetas para servir sólo cinco meses, divididos en dos períodos de tres y dos meses.
Fue el sistema al que recurrieron las clases acomodadas para acortar considerablemente la duración del servicio militar de sus hijos tras la supresión de la redención en metálico y la sustitución, que hasta entonces les había permitido librarse completamente.
Los soldados de cuota debían igualmente costearse su equipo personal y acreditar una formación militar mínima previa. Como ventaja adicional, estos soldados podían elegir unidad (normalmente unidades de Intendencia o Sanidad) y quedaban rebajados de todo servicios que no fuera de armas y podían vivir fuera del cuartel.
La figura del mozo de cuota como tal se erradicó definitivamente tras la Guerra Civil por la Ley de 8 de agosto de 1940 por la que se modifica la legislación vigente sobre reclutamiento. Tras la promulgación de esta ley, aún era posible la reducción de la duración del servicio en filas para los estudiantes universitarios a través de las milicias universitarias, según el artículo undécimo de la citada Ley establecía:

Los hombres que constituyen el contingente anual de cada reemplazo serán clasificados en los tres grupos siguientes:
Primero.—Sin instrucción premilitar.
Segundo.—Con instrucción premilitar elemental.
Tercero.— Los que cursen estudios en Universidades, Escuelas Técnicas y demás Centros Oficiales de Enseñanza Superior, que hayan recibido en ellos instrucción premilitar superior.
Los comprendidos en el primer caso permanecerán normalmente dos años en filas, y una vez cumplidos dieciocho meses de servicio podrán disfrutar licencias temporales o ilimitadas, siempre que las conveniencias y necesidades del servicio lo permitan.
Los comprendidos en el segundo caso permanecerán, normalmente dieciocho meses en filas, que podrán ser reducidos a doce cuando las necesidades del servicio lo permitan.

Los comprendidos en el caso tercero, recibirán, durante su permanencia en filas, instrucción militar apropiada para integrar la Oficialidad de Complemento, permaneciendo normalmemte doce meses en filas, distribuidos en los períodos que se determine.